# Somethin' Stupid
"Somethin' Stupid" är en sång skriven av Carson C. Parks, och ursprungligen inspelad 1966 av Parks och hans fru Gaile Foote, som "Carson and Gaile". Sången är kanske mest känd i Frank Sinatras duett-version med sin dotter Nancy Sinatra från 1967 på albumet The World We Knew. Låten nådde förstaplatsen på Billboard Hot 100 och gav Sinatra sin första guldcertifierade singel. Det var den första och enda duetten mellan far och dotter som nådde förstaplatsen i Amerika. Inspelningen tilldelades en Grammy i kategorin "årets skiva".
Samma år spelade den stigande countrystjärnan Tammy Wynette in sin version tillsammans med David Houston på hennes debutalbum, My Elusive Dreams.
Svensk text fick sången av Bo Göran Edling 1967 och spelades in med sång av Mona Wessman och Claes-Göran Hederström under namnet "Nånting fånigt". Deras version låg på Svensktoppen i 7 veckor under juli–september 1967, som bäst på fjärde plats. Även Siw Malmkvist spelade in sången, i duett med sig själv. Inspelningen med Siw Malmkvist låg på Svensktoppen i två veckor i september och oktober 1967, med en åttondeplacering som bäst. Senare har sången spelats in med svensk text av åtskilliga andra artister, däribland Lotta Engberg och Christer Sjögren samt Flamingokvintetten.
Den franska sångaren Sacha Distel släppte 1967 en fransk version kallad "Ces mots stupides".
"Was kann ich denn dafür" heter låten på tyska, och den är inspelad av bland andra Stixi und Sonja samt Hansi Hinterseer och Lena Valaitis.
Ali Campbell, sångaren i UB40, och hans dotter Kibibi Campbell spelade in låten till hans soloalbum, Big Love från 1995. Den utgavs därförinnan som singel men hamnade inte på topplistan.
"Somethin' Stupid" spelades in av Robbie Williams 2001 och hamnade på hans album, Swing When You're Winning, också släppt samma år. Det var en duett med skådespelerskan Nicole Kidman, och det blev julens stora hit på UK Singles Chart, som stannade på förstaplatsen under tre veckors tid.

## Listplaceringar, Frank & Nancy Sinatra
| Lista (1967)   | Position              |
| -------------- | --------------------- |
| Australien     | 1 (Go Set)            |
| Danmark        | 3 (DR "Top 20")       |
| Finland        | 4                     |
| Frankrike      | 18                    |
| Irland         | 1                     |
| Kanada         | 1 (RPM)               |
| Nederländerna  | 1                     |
| Norge          | 1 (VG-lista)          |
| Nya Zeeland    | 7 (NZ Listner)        |
| Storbritannien | 1 (UK Singles Chart)  |
| Sverige        | 7 (Kvällstoppen)      |
| USA            | 1 (Billboard Hot 100) |
| Västtyskland   | 4                     |
| Österrike      | 2                     |